# Horst Bernhardt
Horst Bernhardt (ur. 26 stycznia 1951 w Lipsku) – niemiecki bobsleista reprezentujący NRD, złoty medalista mistrzostw świata.

## Kariera
Największy sukces w karierze Horst Bernhardt osiągnął w 1978 roku, kiedy wspólnie z Horstem Schönau, Haraldem Seifertem i Bogdanem Musiolem wywalczył złoto w czwórkach podczas mistrzostw świata w Lake Placid. W tym samym składzie reprezentacja NRD zdobyła także brązowy medal na mistrzostwach Europy w Igls w tym samym roku. Ponadto razem z Horstem Schönau, Andreasem Kirchnerem i Bogdanem Musiolem był też trzeci na mistrzostwach Europy w Winterbergu rok później. W 1976 roku wystartował na igrzyskach olimpijskich w Innsbrucku w 1976 roku, gdzie jego osada zajęła czwarte miejsce. Reprezentacja NRD przegrała tam walkę o podium z pierwszą osadą RFN o 1,07 sekundy.